# Цангберг
Цангберг (нем. Zangberg) — община в Германии, в земле Бавария. 
Подчиняется административному округу Верхняя Бавария. Входит в состав района Мюльдорф-на-Инне.  Население составляет 1082 человека (на 31 декабря 2010 года). Занимает площадь 9,84 км².

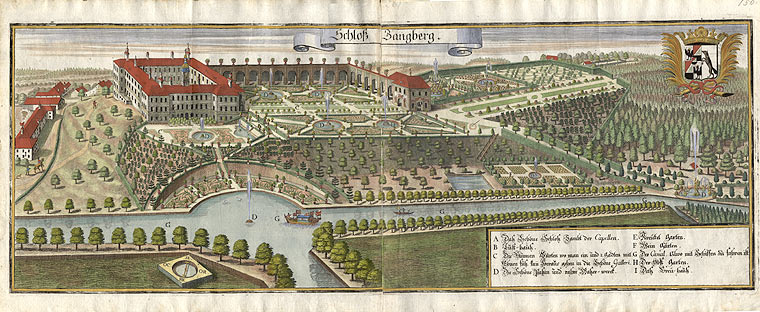
Цангберг